# Toschia celans
Toschia celans là một loài nhện trong họ Linyphiidae.
Loài này thuộc chi Toschia. Toschia celans được miêu tả năm 1996 bởi Gao, Xing & Zhu.